# Courtenot
Courtenot ist eine französische Gemeinde mit 213 Einwohnern (Stand 1. Januar 2022) im Département Aube in der Region Grand Est; sie gehört zum Arrondissement Troyes und zum Kanton Bar-sur-Seine.

## Bevölkerungsentwicklung
- 1962: 179
- 1968: 189
- 1975: 200
- 1982: 171
- 1990: 224
- 1999: 242
- 2016: 228

## Sehenswürdigkeiten
- Kirche Saint-Pierre-ès-Liens (St. Peter in Ketten)

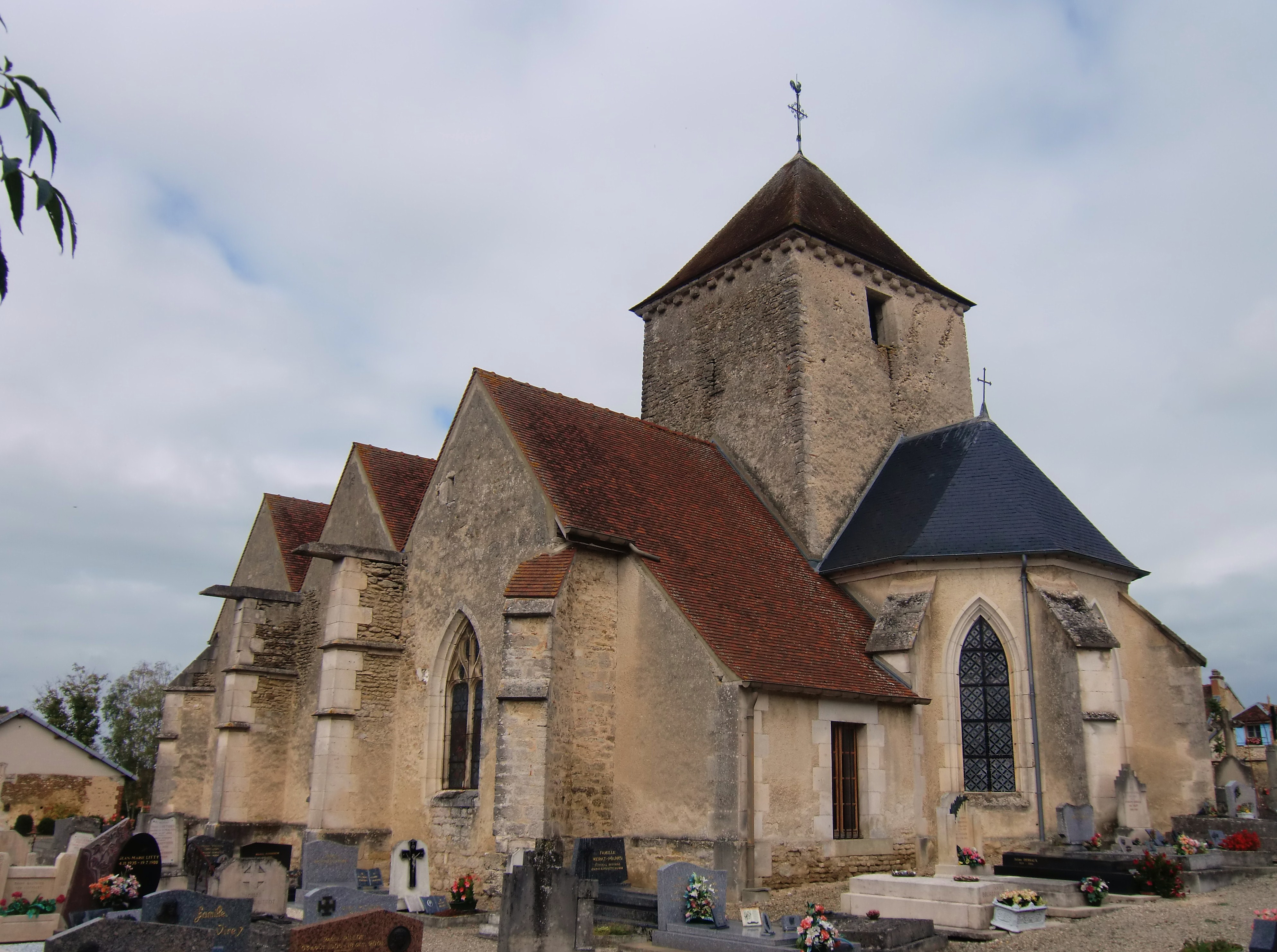
Kirche Saint-Pierre-ès-Liens